# 拉脫維亞—烏茲別克斯坦關係
拉脫維亞－烏茲別克斯坦关系 是指拉脫維亞和烏茲別克斯坦的外交关系。两国均为歐洲安全與合作組織成员国。

## 歷史
兩國在1940年至1991年皆為蘇聯的加盟共和國，蘇聯解體後，拉脫維亞和烏茲別克斯坦分別於1991年8月21日、31日獨立建國，兩國於1992年11月3日建交。拉脫維亞於建交當年就在烏茲別克斯坦首都塔什干開設了大使館，並於1994年11月任命了第一任常駐烏茲別克斯坦的大使，而烏茲別克斯坦則於1995年6月在里加開設大使館，並於2002年8月任命首任常駐拉脫維亞大使。
拉脫維亞與烏茲別克斯坦合作領域廣泛，拉脫維亞政府認為，兩國的地理位置和經濟潛力有利於兩國擴大經濟合作。拉脫維亞亦支持烏茲別克斯坦改善國內商業和投資環境的改革計劃，並認為實施改革可以為進一步合作提供新的動力。拉脫維亞亦願意向烏茲別克斯坦提供支持並分享其改革經驗，並視烏茲別克斯坦為發展合作的優先合作夥伴國家之一。拉脫維亞企業已將製藥、食品工業、農業、信息技術、廢物加工和綠色技術、旅遊業等領域確定為與烏茲別克斯坦合作的主要產業。而烏茲別克斯坦亦視拉脫維亞為擴展北歐以及歐盟市場的門戶，並將發展與拉脫維亞在內的歐盟國家關係視為對外關係重點之一。

## 人員互訪
拉脫維亞访烏
- 总统貢蒂斯·烏爾馬尼斯 (1996年)

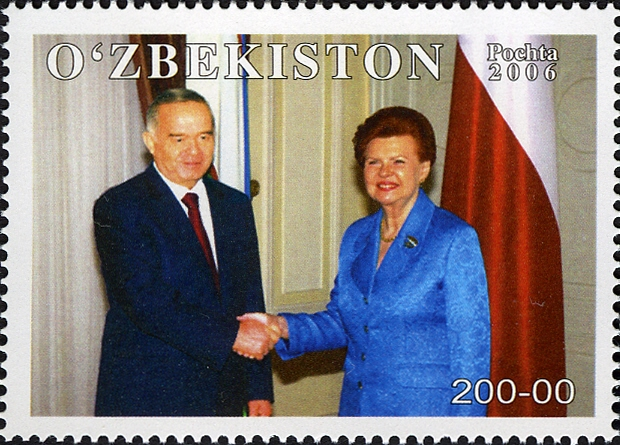
拉脫維亞總統斐柏嘉會見烏茲別克斯坦總統伊斯蘭·卡里莫夫。

- 总统瓦爾季斯·扎特萊爾斯 (2008年) [4]
- 总统安德里斯·貝爾津什 (2014年) [5]

烏茲別克斯坦访拉
- 總統伊斯蘭·卡里莫夫 (1995年、2004年[6]、2013年）

## 代表機構
- 拉脫維亞在塔什干設有大使館，並兼駐 、 和 。愛沙尼亞亦通過該大使館對烏茲別克斯坦等國公民發放簽證。[7]
- 在里加設有大使館，並兼駐 爱沙尼亚、 立陶宛及 芬兰。

## 交通

### 航空
烏茲別克航空公司開闢了從塔什干國際機場直達拉脫維亞的里加國際機場的定期國際航線。

## 外部連結
- 拉脫維亞駐烏茲別克斯坦大使館 （页面存档备份，存于）
- 烏茲別克斯坦駐拉脫維亞大使館 （页面存档备份，存于）